# Impattite

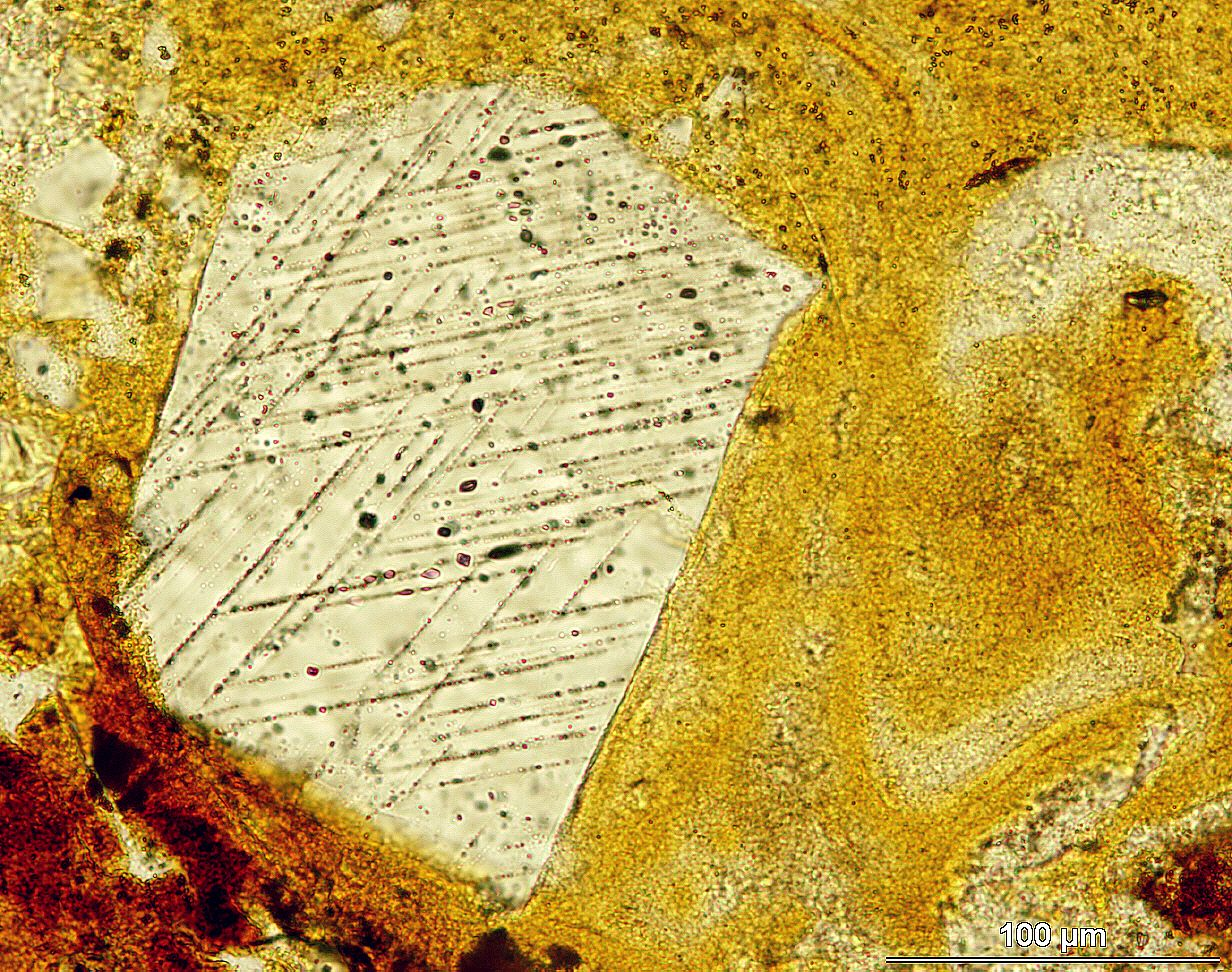
Sezione sottile di impattite: è visibile un grano di quarzo sottoposto a shock, con due famiglie intersecanti di piani di clivaggio, circondato da matrice microcristallina derivante dalla solidificazione di roccia fusa e seguito di un impatto meteoritico avvenuto a Suvasvesi South (Finlandia)

Il termine impattite viene dato a una roccia che è stata alterata e/o fusa in seguito a un impatto di un grande meteoroide, di un asteroide o di una cometa.

## Origine
Le impattiti sono costituite da rocce terrestri preesistenti alterate e/o fuse parzialmente o totalmente dalle altissime temperature e pressioni, istantanee e di brevissima durata, generate dall'impatto di un grande meteorite, di asteroidi e di comete sulla superficie terrestre: poiché le rocce "bersagliate" possono essere di diverso tipo, così pure le impattiti derivandone possono essere di diversi tipi.
A seguito di un impatto possono quindi crearsi nuovi tipi di rocce e nuovi minerali, diversi dalle rocce e minerali originari perché una parte o anche tutti o quasi gli elementi volatili, come l'acqua, sono espulsi selettivamente dalla temperatura, perché una parte o tutti i cristalli in essa contenuti sono distrutti, una parte o tutte le macrostrutture della roccia sono state distrutte, tutti i fossili sono distrutti.
Le impattiti non fuse possono contenere fratture a cuneo (in inglese shatter cones), di dimensioni variabili tra alcuni centimetri a oltre 2 metri.

## Tipi di rocce
Le impattiti possono costituire nuovi tipi di rocce:
- Suevite
- Kofelsite[1]

Le impattiti possono contenere vari minerali che si formano, almeno sulla Terra, solo a seguito di impatti di asteroidi o comete:
- Chaoite
- Coesite
- Lechatelierite
- Maskelynite
- Reidite
- Stishovite

La lechatelierite può assomigliare alla trinitite, una roccia fusa che si forma sul punto subepicentrale dell'esplosione di bombe atomiche.

### Rocce vetrose
Gli impatti meteoritici possono anche creare impattiti di tipo vetroso. Normalmente questi vetri prendono il nome dall'area nella quale vengono rinvenute:
- Vetro di Darwin
- Vetro del deserto libico
- Irgiziti[2]

#### Tectiti
A volte gli impatti asteroidali/cometari scagliano rocce terrestri completamente fuse a grande distanza, durante il loro volo balistico, in parte anche fuori dell'atmosfera terrestre; questi frammenti raffreddandosi passano attraverso una condizione plastica, che modella i frammenti secondo le forme aerodinamiche più diverse.
Secondo molti ricercatori le cosiddette tectiti, rinvenute in diversi luoghi sulla superficie terrestre, costituiscono parte di questi frammenti.